# والدلینارس
والدلینارس (به اسپانیایی: Valdelinares) یک دهستان در اسپانیا است که در استان تروئل واقع شده‌است. والدلینارس ۵۵٫۰۹ کیلومتر مربع مساحت و ۸۵ نفر جمعیت دارد و ۱٬۶۹۰ متر بالاتر از سطح دریا واقع شده‌است.